# 曼斯菲爾德 (喬治亞州)
曼斯菲爾德（英語：Mansfield）是一個位於美國喬治亞州牛頓縣的城市。

## 地理
曼斯菲爾德的座標為33°31′07″N 83°44′07″W / 33.51861°N 83.73528°W，而該地的平均海拔高度為232米（即761英尺）。

## 人口
根據2010年美國人口普查的數據，曼斯菲爾德的面積為2.80平方千米，當中陸地面積為2.80平方千米，而水域面積為0.00平方千米。當地共有人口410人，而人口密度為每平方千米146.43人。